# Casa Dawson
Casa Dawson és un edifici de Joan Bordàs i Salellas (1941) situat al municipi de Sant Feliu de Guíxols (Baix Empordà) i protegit dins el catàleg de béns a protegir del Pla d'ordenació urbanística municipal

## Descripció
És una casa unifamiliar de tres plantes. És un dels primers edificis de la ciutat d'estil modern, però conjugant encara elements de la tradició arquitectònica més clàssica. Els trets novedosos més característics són la cantonada de forma corvada i els pòrtics que permeten la galeria volada del primer pis.